# 671 a.C.

## Eventos
- o rei assírio Assaradão invade a região do Delta do Egito [1]